# گاوگیرچمدانه
گاوگیرچمدانه، روستایی از توابع بخش دوره چگنی شهرستان خرم‌آباد در استان لرستان ایران است.

## جمعیت
این روستا در دهستان کشکان قرار دارد و براساس سرشماری مرکز آمار ایران در سال ۱۳۸۵، جمعیت آن ۴۱۵ نفر (۷۸خانوار) بوده‌است.